# Merete Ahnfeldt-Mollerup
Merete Ahnfeldt-Mollerup (født 11. september 1963) er en dansk arkitekt og ph.d., der siden 2004 har været lektor ved Kunstakademiets Arkitektskole samt DTU Byg. Hun var tiknyttet Center for Designforskning og var formand for Kulturministeriets kanonudvalg for design.
Merete Ahnfeldt-Mollerups forskningsområder er arkitekturens teori og historie, global byudvikling samt design.
Hendes ph.d.-afhandling handler om arkitekten Ludwig Mies van der Rohe. Hun har været gæsteforsker ved Columbia University samt gæstekritiker/censor og forelæser på Metropolitan University, Cornell University, Technische Universität Berlin samt Lunds Universitet.
Som ung var hun med i bz-bevægelsen.

## Udmærkelser
- Nykredits opmuntringslegat
- Schlegels Legat
- Statens Kunstfonds treårige arbejdslegat
- Henning Larsens Legat
- N.L. Høyen Medaljen 2008

## Udvalgte publikationer
- "En engel kigger ind i stuen", i Gitte Johannesen m.fl (red.): Box 2.0. Kunst og arkitektur i samarbejde, Fonden til Udgivelse af Arkitekturtidsskrift B, 2005 (også udgivet på engelsk)
- "Ikke nyt nok", i Mutér 5
- "Design uden designere", i Arkitekten årg 107, nr. 13
- "At skyde spurve med kanoner", i Arkitekten årg 107, nr. 1
- "Christianias æstetik: I kan ikke slå os ihjel, vi er en del af jer selv", i Arkitektur DK, årg 48, nr. 7
- "Virksomheden Danmark", i Arkitekten årg 106, nr. 9
- "En anden by, de urealiserede københavnerprojekter", i Louisiana Revy årg 44, nr. 2
- "Lyrisk til tiden", i Arkitekten årg 106, nr. 1
- "Calling London", i Arkitekten årg 105, nr. 20
- "Contract killers", i Arkitektur DK, årg 46, nr. 5
- Puk Lippmann, Puk Lippmann 2002
- "Peace, y’all", i Anders Michelsen (red.): Plagiat! Om kreativitet i design, Kunstindustrimuseet 2001
- Meningen med materialet. Mies van der Rohe og den radikale kunst, ph.d.-afhandling, 2001
- "Et Metodisk Forspil", i Kim Dirckinck-Holmfeld (red.): At fortælle arkitektur: et festskrift til Nils-Ole Lund, Arkitektens Forlag 2000
- "Moralske Møbler: Interview med Sven Lundh", i Dansk Kunsthåndværk, 1998
- Barok Betydning, Christian Ejlers’ Forlag 1995.